# Yorke Peninsula District Council
Koordinaten: 35° 13′ S, 138° 24′ O

Der District Council of Yorke Peninsula ist ein lokales Verwaltungsgebiet (LGA) im australischen Bundesstaat South Australia. Das Gebiet ist 5900 km² groß und hat etwa 11.600 Einwohner (Stand 2021).
Der District Council of Yorke Peninsula nimmt den größten Teil der Yorke-Halbinsel, etwa 100 Kilometer westlich der Metropole Adelaide, ein.
Das Gebiet beinhaltet 71 Ortsteile und Ortschaften: Agery, Ardrossan, Arthurton, Balgowan, Black Point, Bluff Beach, Brentwood, Chinaman Wells, Clinton Centre, Cockle Beach, Coobowie, Corny Point, Couch's Beach, Curramulka, The Dipper, Dowlingville, Dunn Point, Edithburgh, Foul Bay, Hardwicke Bay, Honiton, Inneston, James Well, Kainton (Corner), Kleins Point, Koolywurtie, Maitland, Marion Bay, Minlaton, Mount Rat, Muloowurtie, Oaklands, Parara, Parsons Beach, Petersville, Pine Point, The Pines, Point Pearce, Point Souttar, Point Turton, Pondalowie Bay, Port Arthur, Port Clinton, Port Giles, Port Julia, Port Minlacowie, Port Moorowie, Port Rickaby, Port Victoria, Port Vincent, Price, Rogues Point, Sandilands, Sheoak Flat, South Kilkerran, Stansbury, Stenhouse Bay, Sultana Point, Sunbury, Tiparra, Tiddy Widdy Beach, Troubridge Point, Urania, Warooka, Wauraltee, Weavers, Weetulta, Winulta, Wool Bay, Yorke Valley und Yorketown. Der Sitz des District Councils befindet sich in der Stadt Maitland im Norden der Halbinsel, die etwa 1080 Einwohner hat.

## Verwaltung
Der Council von Yorke Peninsula hat zwölf Mitglieder, davon werden elf Councillor von den Bewohnern der drei Wards gewählt (je vier aus dem Kalkabury Ward und Innes Pentonvale Ward, drei aus dem Gum Flat Ward). Diese drei Bezirke wurden unabhängig von den Ortschaften festgelegt. Der Ratsvorsitzende und Mayor (Bürgermeister) wird zusätzlich von allen Bewohnern der LGA gewählt.